# Otfinów (gmina)
Otfinów – dawna gmina wiejska istniejąca w latach 1934–1954 i 1973–1976 w woj. krakowskim i woj. tarnowskim (dzisiejsze woj. małopolskie). Siedzibą władz gminy był Otfinów.
Gmina zbiorowa Otfinów została utworzona 1 sierpnia 1934 roku w powiecie dąbrowskim w woj. krakowskim z dotychczasowych jednostkowych gmin wiejskich: Adamierz, Czyżów, Dąbrówka Gorzycka, Goruszów, Gorzyce, Janikowice, Kłyż, Nieciecza, Otfinów, Pierszyce, Podlesie Dębowe i Siedliszowice. Według stanu z dnia 1 lipca 1952 roku gmina składała się z 12 gromad: Adamierz, Czyżów, Dąbrówka Gorzycka, Goruszów, Gorzyce, Janikowice, Kłyż, Nieciecza, Otfinów, Pierszyce, Podlesie Dębowe i Siedliszowice. Jednostka została zniesiona 29 września 1954 roku wraz z reformą wprowadzającą gromady w miejsce gmin. 
Gmina została reaktywowana w dniu 1 stycznia 1973 roku w tymże powiecie i województwie. 1 czerwca 1975 gmina znalazła się w nowo utworzonym woj. tarnowskim. 1 lipca 1976 roku gmina została zniesiona przez połączenie z dotychczasową gminą Żabno w nową gminę Żabno.